# Cryptadaeum
Cryptadaeum is een geslacht van hooiwagens uit de familie Triaenonychidae. De wetenschappelijke naam Cryptadaeum is voor het eerst geldig gepubliceerd door Lawrence in 1931. 

## Soorten
Cryptadaeum is monotypisch en omvat slechts de volgende soort:
- Cryptadaeum capense